# Josip Sesar
Josip Sesar, né le 17 janvier 1978 à Mostar en Bosnie-Herzégovine dans la république fédérative socialiste de Yougoslavie, est un joueur croate de basket-ball évoluant au poste d'arrière.

## Carrière
Josip Sesar commence sa carrière au KK Zagreb en 1993. En 1999, après six saisons, il rejoint l'autre club de Zagreb, le Cibona Zagreb. Il est sélectionné par les SuperSonics de Seattle lors de la draft 2000 au 47e rang, ses droits étant transférés dans la foulée aux Celtics de Boston. Il n'a cependant pas joué un seul match avec Boston. Josip Sesar évolue par la suite dans les clubs du KK Split, du KK Zadar, du HKK Široki. En 2008, il signe avec le club bosnien du HKK Zrinjski Mostar, dans sa ville natale.